# H.W.F. Stellwag
Helena Wilhelmina Frederika (Willy) Stellwag (Groede, 26 september 1902 – Baarn, 16 maart 1996 was hoogleraar in de pedagogiek en oprichtster van het Paedagogisch Didaktisch Instituut aan de Universiteit van Amsterdam.

## Biografie
Willy Stellwag werd geboren op 24 september 1902 te Groede in Zeeuws-Vlaanderen. Zij bezocht van 1916 tot 1921 het Christelijk Gymnasium te Utrecht. Van 1921 tot 1926 studeerde zij klassieke talen aan de Universiteit Utrecht. Stellwag promoveerde op 2 juni 1933 op Epictetus, het eerste boek der Diatriben. Zij was vanaf 1926 werkzaam aan het Stedelijk Gymnasium te Leeuwarden, eerst als docent, uiteindelijk als conrector. In 1943 kwam Stellwag in aanmerking voor de functie van rector van het Stedelijk Gymnasium. Zij werd echter gepasseerd, ten gunste van een Duitsgezinde kandidaat. Dit was voor haar reden om ontslag te nemen. Zij begon een nieuwe studie: pedagogiek en psychologie aan de Universiteit Utrecht. Op 8 maart 1946 legde zij cum laude haar doctoraalexamen af. Haar leermeester was M.J. Langeveld.
Na de Tweede Wereldoorlog besloot de Universiteit van Amsterdam een nieuwe faculteit op te richten die zich vooral bezig moest houden met vorming, vanwege de ‘verregaande politieke naïviteit en sociale onkunde van de Nederlandse intelligentsia, tijdens de oorlog bij herhaling op zo funeste, want de bezetter steunende wijze gebleken’. Dit werd de Faculteit der Politieke en Sociale Wetenschappen, waar de leerstoel pedagogiek werd ondergebracht. Stellwag werd gevraagd als opvolger van de P.A. Kohnstamm, die in 1945 met emeritaat was gegaan. Op 3 juli 1946 werd Stellwag benoemd tot buitengewoon hoogleraar in de pedagogiek, een aanstelling die omgezet werd in die van gewoon hoogleraar per 1 juni 1954.
Stellwag, die vanaf 1947 in Baarn woonde, werd door koningin Juliana gevraagd om advies bij de keuze van een middelbare school voor prinses Beatrix. Zij organiseerde in Paleis Soestdijk een speciaal klasje voor een aantal geselecteerde leerlingen dat in april 1951 zou starten. Stellwag kreeg tot september 1952 een adviserende rol, daarna hield haar bemoeienis op.
Stellwag ijverde voortdurend voor de professionalisering van haar vakgebied en in 1951 werd het Paedagogisch Didaktisch Instituut opgericht, waarvan zijzelf de hoogleraar-directeur werd. Tot 1963 hield zij zich voornamelijk bezig met de didactiek van het middelbaar onderwijs en met de overgang van basisonderwijs naar middelbaar onderwijs, met de problematiek van de brugklas. Na 1963 lag het accent van haar onderzoek op theoretische opvoedkunde.
Op 1 februari 1972 ging zij op eigen verzoek met emeritaat. Het moeizame democratiseringsproces binnen de universiteit, haar afnemende invloed als directeur van het instituut en persoonlijke omstandigheden deden haar hiertoe besluiten. Stellwag overleed op 16 maart 1996.

## Belangrijkste publicaties
- Moeilijkheden bij de opvoeding. Uitgegeven voor de Stichting "Ons Kind". Amsterdam, Wereldbibliotheek, 1947.
- De waarde der klassieke vorming. Een cultuur-historische, paedagogisch-psychologische en didaktische inleiding. Groningen (Wolters) 1949.
- Begane wegen en onbetreden paden. Paedagogisch-didaktische beschouwingen voor jonge leraren. Groningen (Wolters) 1952.
- Selectie en selectiemethoden. Een inleidende studie in het aansluitingsvraagstuk L.O. en V.H.M.O. Groningen (Wolters) 1955.
- Viaticum didacticum. Groningen (Wolters) 1957.
- samen met R. Vuyk en P.C. van de Griend: De leraar en zijn klas. Pedagogische en psychologische beschouwingen over de relatie van de leraar tot zijn klas. Groningen (Wolters) 1963.
- Verbieden of goedvinden. Ouders en kinderen vroeger en nu. Amsterdam, Wereldbibliotheek, 1964.
- "Situatie" en "relatie". Inleiding tot een filosofisch-analytische studie der pedagogische grondbegrippen. Groningen (Wolters-Noordhoff) 1970.
- "Gezag" en "autoriteit". Groningen (Tjeenk Willink) 1973.
- Van Marcus Antoninus keizer "Voor zichzelf"[3], vertaald door H.W.F. Stellwag, in eigen beheer, 1992.